# سرگر (فاریاب)
سرگر، روستایی از توابع  بخش هور، شهرستان فاریاب در استان کرمان ایران است.

## جمعیت
این روستا در دهستان زهمکان قرار دارد و براساس سرشماری مرکز آمار ایران در سال ۱۳۹۵، خالی از سکنه دائم بوده‌است.